# 默欽
默欽是羅馬尼亞的城鎮，位於該國西部，距離首府圖爾恰53公里，由圖爾恰縣負責管轄，面積55.39平方公里，海拔高度20米，2009年人口10,936，大多數居民信奉東正教。

## 友好城市
- 法國 布莱

## 外部連結
- （罗马尼亚文）www.macin.ro（页面存档备份，存于）